# Aldéhyde à chaîne ramifiée
Un aldéhyde à chaîne ramifiée («branched-chain aldehyde» en anglais), est un composé organique dont un groupe aldéhyde est attaché à un hydrocarbure ramifié. Ils sont issus de la dégradation d’un acide aminé à chaîne ramifiée et possèdent une odeur qui contribue à l'arôme de certains aliments. Ils sont également considérés comme des biomarqueurs de la qualité des aliments, car leur présence est souvent associée à une contamination bactérienne et à une dégradation des protéines.

## Découverte
Les aldéhydes à chaîne ramifiée ont été découverts pour la première fois dans les années 1960 par des chercheurs japonais qui étudiaient l'arôme de la viande bovine. Ils ont remarqué que l'odeur caractéristique de la viande provenait de la dégradation des acides aminés à chaîne ramifiée, tel que la leucine, celle-ci produisant des composés volatils tels que les aldéhydes à chaîne ramifiée.

## Structure et propriétés
La structure des aldéhydes à chaîne ramifiée est composée d’une fonction aldéhyde attachée à une chaîne carbonée. Voici quelques exemples de composés le plus souvent rencontrés:
|  |  |  |
|  |  |  |

Les fonctions aldéhydes sont très réactives. En effet, le carbone de la double liaison C=O est partiellement chargé positivement due à l’électronégativité de l’oxygène: ce carbone sera donc attaqué facilement par des nucléophiles. Ainsi, il est facile de le réduire en l’alcool ou de l’oxyder en l’acide carboxylique correspondant.

## Production et synthèses

### Production naturelle
Les aldéhydes à chaîne ramifiée sont produits naturellement lors de la dégradation d’acides aminés à chaîne ramifiée (leucine, valine et isoleucine) par les bactéries présentes dans le tube digestif.

Leur synthèse naturelle débute par la dégradation des acides aminés à chaîne ramifiée dans l'intestin. Ces acides aminés sont ensuite transportés dans l‘organisme où ils sont dégradés par des enzymes spécifiques pour former des précurseurs des aldéhydes ramifiés, tels que l'α-kétoisocaproate, l'α-kétoisovalérate et l'α-kétoisovalérate, qui sont des kéto acides. Ces précurseurs sont ensuite convertis en aldéhydes à chaîne ramifiée par une série d'enzymes.

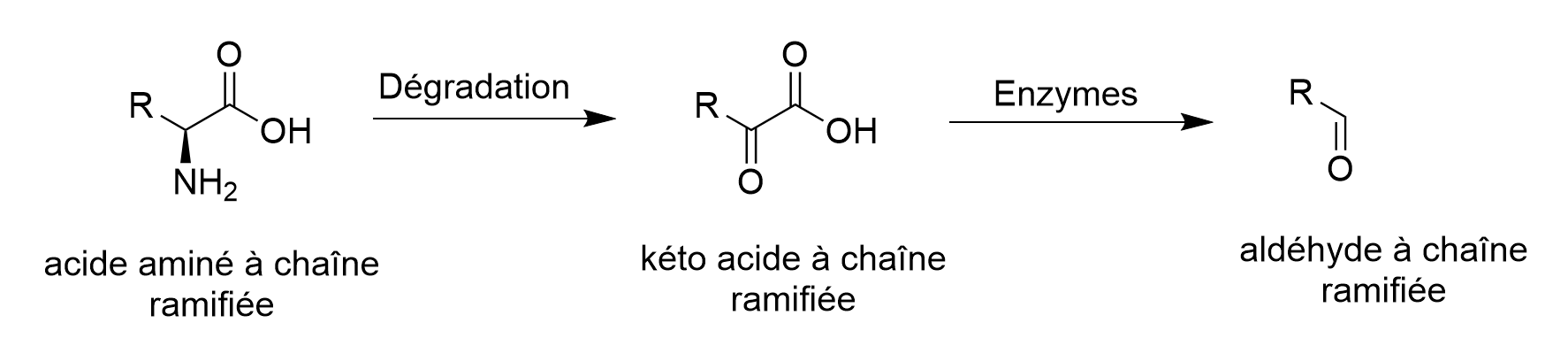
Schéma simplifié de la synthèse naturelle des aldéhydes à chaîne ramifiée

### Synthèse en laboratoire
Il existe plusieurs méthodes pour synthétiser les aldéhydes à chaîne ramifiéé en laboratoire. L'une des plus courantes consiste à utiliser des réactions d'addition nucléophile pour lier des groupes alkyles à un composé de base.
Par exemple, la synthèse de l'isoleucine peut être réalisée en faisant réagir du bromure d'isobutyle avec de l'acide 2-méthyl-3-oxobutanoïque en présence d'une base forte telle que l'hydroxyde de sodium.
Le 3-méthylbutanal est un composé intermédiaire dans le processus de catabolisme de la leucine. Ce processus peut également produire d'autres composés tels que des hydroxy-acides, des esters, des alcools et des aldéhydes. Le chemin métabolique correspondant à l’obtention d’un alcool à partir d’un acide aminé, tel que la leucine, est appelé voie d'Ehrlich.

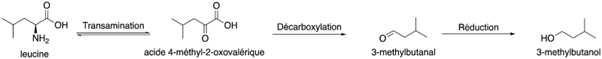
Schéma simplifié de la synthèse d'Ehrlich

En outre, la protéolyse est essentielle pour libérer suffisamment d'acides aminés pour permettre un développement complet des saveurs.

## Santé
Les aldéhydes à chaîne ramifiée sont irritants pour les yeux, la peau et l’appareil respiratoire. Ils sont considérés comme non toxiques envers les êtres humains pour un seuil d’utilisation, fixé par l’Union Européenne, dans la nourriture des animaux destinés pour l’alimentation humaine. Ces seuils varient majoritairement entre 1 et 5 mg/kg selon l’aldéhyde ramifié. 
L’Union Européenne a testé 34 composés appartenant au groupe chimique 2, groupe comprenant les alcools/aldéhydes/acides aliphatiques primaires à chaîne ramifiée, acétals et esters, ainsi que 24 composés du groupe chimique 4, comprenant les alcools/aldéhydes/acides primaires aliphatiques à chaîne linéaire ou ramifiée, non conjugués et accumulés, acétals et esters avec des esters contenant des alcools insaturés et des acétals contenant des alcools ou aldéhydes insaturés. Le groupe 2 ne pose pas de risque environnemental tant que les aldéhydes à chaîne ramifiée sont utilisés au seuil maximum autorisé, et le groupe 4 à des concentrations de 1 mg/kg.
Le risque causé par des aldéhydes à chaîne ramifiée dans l’eau n’a pas pu être évalué car l’activité microbienne dégrade les aldéhydes. 22 des 34 aldéhydes du groupe 2 évalués ont une solubilité faible avec un coefficient de partage octanol/eau, Kow, supérieur à 2, le rapport de l’UE n’a donc pas donné d’avis sur la sécurité de la présence d’aldéhydes à chaîne ramifiée dans les environnements aqueux.

## Occurrences dans la vie courante
Les aldéhydes à chaîne ramifiée sont présents dans de nombreux aliments tels que le chocolat, le vin ou encore le fromage et sont caractérisés par un goût semblable à une saveur maltée ou chocolatée. La production de ces aliments nécessitant parfois de travailler avec des températures élevées en présence de protéines et de glucides, la production d’aldéhydes à chaîne ramifiée est largement favorisée. 
Ces aldéhydes sont par exemple impliqués dans des réactions de conversion biochimiques, telles que la fermentation des aliments, et également de conversion chimique, comme la dégradation de Strecker et la réaction de Maillard.

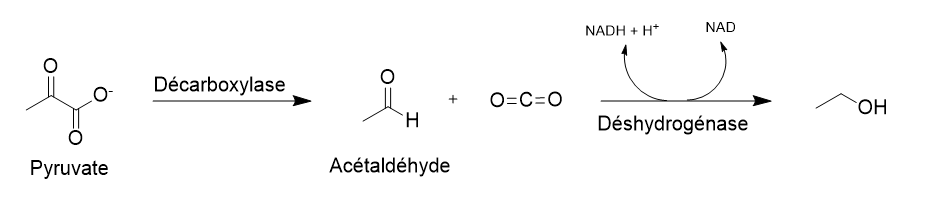
Schéma simplifié de la fermentation

Les réactions de Strecker et de Maillard sont présentes dans le fromage en grain et dans le pain au levain où une peptidase se produit et permet la dégradation des protéines. Cela provoque donc une rupture des liaisons entre les acides aminés et permet de révéler davantage la saveur des composés aromatiques dérivés de ces acides aminés, tels que le 3-methylbutanal.

 

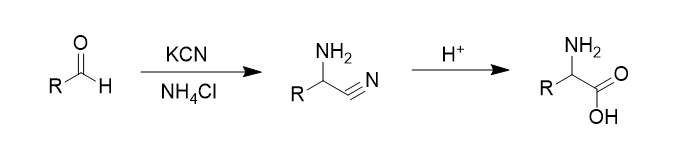
Schéma simplifié de la dégradation de Strecker

Celui-ci est présent dans de nombreuses réactions dont la principale est le catabolisme de la leucine où il joue un rôle d’intermédiaire. Dans l’ensemble, le 3-methylbutanal est principalement produit par voie enzymatique initiée par la transaminase et par la dégradation non enzymatique de Strecker. 

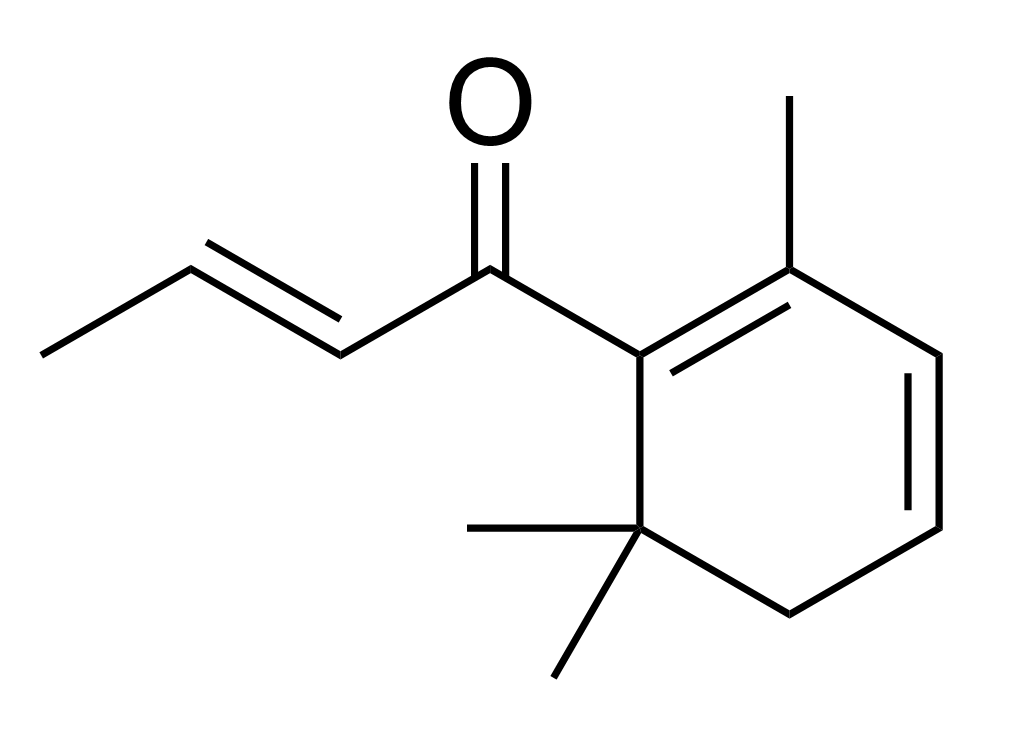
Bêta-damascénone

Le 3-methylbutanal est également présent dans le vin. En effet, les aldéhydes à chaînes ramifiées peuvent être obtenus selon plusieurs voies de synthèse : à partir de la dégradation de Strecker d’acides aminés impliquant la formation non enzymatique de quinone, ou impliquant les composés dicarbonylés d’origine microbienne. Ils peuvent aussi être obtenus par oxydation d’alcools (possédant plus de deux carbones) par des radicaux hydroxyles. Dans le cas des vins rouges âgés, les arômes caractéristiques associés sont dus à la présence d’une concentration élevée en aldéhydes à chaîne ramifiée couplée au bêta-damascenone.
Dans le jambon sec et la sauce soja, le 3-methylbutanal et le 2-methylbutanal sont produits. Dans le cas du jambon sec, aucune fermentation ne se produit; ces aldéhydes à chaînes ramifiées sont obtenus par dégradation de Strecker. Ces aldéhydes ramifiés se caractérisent ici par des notes salées, de fromage et de noix. Tandis que pour le soja, ces aldéhydes ramifiés sont produits par action microbienne via la réaction d’Ehrlich, qui permet la production de l’acide 4-méthyl-2-oxovalérique à partir de la leucine puis ainsi du 3-méthylbutanal.
Enfin, dans le cas de certains fromages, les aldéhydes à chaîne ramifiée présents sont responsables de l’arôme malté. Ceux-ci sont produits en grande quantité par les P. thoenii et P. jensenii qui sont des propionibacterium jouant un rôle lors de l’affinage de fromages.